# Notturno (racconto)
Notturno (Nightfall), tradotto anche col titolo Cade la notte, è un racconto di fantascienza pubblicato nel 1941 dallo scrittore Isaac Asimov. L'idea del racconto nacque da una discussione fra l'editore John W. Campbell e Asimov a proposito di una citazione di Ralph Waldo Emerson:
(Ralph Waldo Emerson)
Nel 1968 venne giudicato dalla Science Fiction Writers of America come il miglior racconto di fantascienza scritto prima dell'istituzione del Premio Nebula nel 1965, inserendolo nell'antologia The Science Fiction Hall of Fame, Volume One, 1929–1964. Da questo racconto nel 1990 venne tratto un romanzo omonimo scritto a quattro mani da Asimov e Robert Silverberg.
Il racconto venne pubblicato in italiano per la prima volta nel 1962.

## Trama
«Impazzirebbero»
(Isaac Asimov, Notturno)
Il pianeta Lagash (Kalgash, nel romanzo del 1990) è illuminato da sei soli (Alpha, una nana gialla simile al nostro Sole, Gamma, una nana rossa, Beta e Delta, un sistema binario di due stelle bianche di classe A o F, e un altro sistema binario di due stelle blu di classe A, B o O di cui non viene dato il nome) e il buio è sconosciuto. Il Culto, una setta religiosa, profetizza che l'oscurità e l'apparizione delle stelle annunceranno la fine del mondo. Alcuni sviluppi scientifici sembrano concordare con la previsione religiosa, ma non sono affermati nella comunità scientifica. Le ricerche archeologiche sembrano indicare un carattere ciclico della storia del pianeta: una successione di civiltà giunte a vertici paragonabili a quella dell'epoca del racconto e tutte sistematicamente distrutte. La legge di gravitazione universale, appena scoperta, permette di ipotizzare l'esistenza di una luna: un'eventuale eclissi di uno dei soli in un momento preciso, quando tutti gli altri cinque sono tramontati, potrebbe condurre al buio. Questa eventualità porterebbe certamente ad uno stato di follia collettiva, come dimostrato da un'attrazione sperimentale in un luna park, ove ai fruitori si faceva fare un giro in rotaia in un luogo chiuso, dal buio pesto, dalla quale la gente usciva sconvolta. L'ipotesi dello scienziato protagonista è che la civiltà umana del pianeta progredisca naturalmente, ma ad ogni rarissima eclissi di sole coincidente col tramonto degli altri cinque, si generi uno stato di così enorme sconvolgimento mentale nelle persone, da indurre gli individui ad uno stato bestiale e ferino, a distruggere tutto e appiccare fuoco ovunque, pur di poter illuminarsi. Pertanto tutti, nella squadra di scienziati che lo segue impiegano i propri averi nella costruzione di un bunker, riparato ed illuminato internamente, equipaggiato di viveri e libri di ogni genere, nel quale custodire poche care persone, destinate a recuperare il sapere collettivo, una volta terminato il cataclisma; con la consegna di non aprire assolutamente prima che sia trascorso il tempo precalcolato.
Nel libro la narrazione procede con gli occhi di un giornalista venuto ad indagare su questo bizzarro pool di scienziati che ha dato retta ai dogmi del Culto. Quando la notte cala, l'agitazione si diffonde sul pianeta e, come previsto, conduce a una follia distruttiva e omicida, mentre astronomi, scienziati e il giornalista rimangono nell'Osservatorio Astronomico per assistere all'eclissi. Per far fronte al buio, sono provvisti di torce rudimentali (bisogna considerare che non erano mai servite prima di allora) inventate da due studenti universitari. Quando già si vede il sole cominciare a oscurarsi, la gente della città, guidata dai sacerdoti del Culto, si dirige verso l'Osservatorio. Le persone sono fuori di sé per il terrore dell'oscurità e per proteggersi da essa hanno anche appiccato numerosi incendi in città. L'opera si conclude con un finale aperto, ma che fa presagire l'imminente collasso della civiltà.

## Opere derivate
- Negli anni '50, la storia è stata adattata per i programmi radiofonici Dimension X e X Minus One.
- Dawn è un romanzo del 1981 scritto da Dean McLaughlin come remake di Notturno.
- Nel 1988 Nightfall, un film americano a basso budget scritto e diretto da Paul Mayersberg, è basato sulla storia del libro.
- Un'altra versione cinematografica, Nightfall, è stata realizzata nel 2000, diretta da Gwyneth Gibby.
- Nell'aprile 2007, la storia è stata il centesimo episodio di Escape Pod, un podcast di fantascienza.